# 刘典
刘典（1820年—1879年）字伯敬，一字克庵 湖南宁乡灰汤人，湘軍左宗棠將領，平定太平天國有功；升任陝西巡撫，後隨左領軍至新疆，開墾三年有成，於1879逝於甘肅任官內；清帝國下令为他在全国立专祠祭祀，赐谥號為"果敏"。著作有《刘果敏公遗书》17卷存世；坟墓在家乡灰汤。

## 生平
同治五年（1866）,左宗棠任陝甘總督，劉典率部隨左氏入陝，駐守潼關，任甘肅按察使，隨即又被同治帝封為三品卿，幫辦陝甘軍務。
同治七年（1868）,劉典再升任陝西巡撫。任職期間，召集流亡，減免雜派，興修水利，政績卓著。同治九年（1870）,劉再乞歸省。
光緒元年（1875）,劉典奉命率部開赴左宗棠大營，幫辦陝甘軍務。他以西征軍副主帥身份率部開赴新疆，參與平定阿古柏叛亂。劉典秉性清嚴，自奉儉約，位高權重後，誠如長沙求學時與羅澤南相互砥礪之詞，依然寒素如故。 楊昌浚曾去拜訪他，見他環壁蕭然，清貧如昔，特意寫信予左宗棠稱頌他。
光緒二年（1876）,劉典至蘭州，左宗棠對他甚為倚重，一起經營新疆共三年，死於軍中。

## 延伸阅读
[在维基数据编辑]
 《清史稿/卷454》，出自趙爾巽《清史稿》